# Tillancoccus tillandsiae
Tillancoccus tillandsiae är en insektsart som beskrevs av Ben-dov 1989. Tillancoccus tillandsiae ingår i släktet Tillancoccus och familjen skålsköldlöss. Inga underarter finns listade i Catalogue of Life.